# Carlos Newton
Carlos Newton (Tortola, 17 de agosto de 1976) é um ex-lutador de artes marciais mistas (MMA) canadense e ex-campeão peso meio-médio do Ultimate Fighting Championship. Ele é considerado um dos pioneiros nas artes marciais mistas. Conhecido como "The Ronin", ele competiu em todo o mundo no MMA, incluindo as maiores organizações como UFC, Pride, IFL, K-1, Shooto e mais recentemente W-1. Newton é um faixa preta de Jiu-Jitsu sob o seu treinador Terry Riggs, no Canadá. Ele detém vitórias notáveis sobre Erik Paulson, Pat Miletich, "Pelé" Landi-Jons José e Renzo Gracie, a maioria por meio de submissão.
Newton, apelidou seu estilo de luta pessoal tradicional como um amálgama de Jiu-Jitsu, Judô, Wrestling, Boxe e Kickboxing como "Dragon Ball Jiu-Jitsu" em homenagem ao Dragon Ball, um mangá japonês e uma série de anime. Seu apelido, "The Ronin", é um reflexo de seu interesse na cultura marcial do Japão feudal.

## Primeiros anos de vida
Carlos Newton nasceu em Anguilla e mudou-se para o Canadá ainda jovem. Ele estudou em Westview Escola Secundária Centennial em Toronto, Ontário, Canadá. Newton disputou inúmeras competições de Jiu-Jitsu no Canadá e no mundo, como o nomeadamente prestigiado Abu Dhabi Combat Club, o ADCC, em Abu Dhabi, Emirados Árabes contra Rodrigo Gracie da lendária Família Gracie. O estilo de luta gracioso e inteligente fez com que Newton se tornasse um favorito entre os fãs de MMA.
Newton, que fala um pouco de japonês, foi influenciado por alguns textos clássicos marciais como O Livro dos Cinco Anéis, A Arte da Guerra, e Hagakure, bem como obras modernas, como os filmes Star Wars e Dragon Ball série de quadrinhos e anime. De Dragon Ball, Newton tira não só o nome de seu estilo de luta, mas a sua celebração pós-luta "Kamehameha" também. Newton possui uma lista de seus heróis como Muhammad Ali, Albert Einstein, John Milton e Batman. Newton, um ex-estudante de lingüística de Toronto Universidade de York, fez o seu estudo sobre a medicina geriátrica, tendo feito uma pesquisa na Baycrest Hospital, uma das líderes mundiais em cuidados geriátricos. No entanto, ele agora tem um emprego em tempo integral no campo da arquitetura. O lutador treinou e hoje em dia dá aulas na Guerreiro Mixed Martial Arts, em Newmarket, Ontário e leciona na Revolução Superstore Mixed Martial Arts & Fitness em North York, Ontário.
Newton também disse ter treinado brevemente no Ultimate Martial Arts Centre em Kanata, Ontário e se desligando ao longo de sua carreira.

## Carreira no MMA
A carreira profissional de Newton MMA começou com a idade de 19 anos, com uma derrota por submissão devido à exaustão contra Jean Riviere no Extreme Fighting 2 em de Abril de 1996. Newton competiu no topo do mundo como Shooto, K-1 e Pride Fighting Championships no Japão, UFC no América e W-1 em Canadá.

### Ultimate Fighting Championships
As quarta e quinta lutas de Newton no MMA marcaram sua estréia no UFC, maior evento de lutas do mundo no UFC 17, derrotando Gilstrap Bob e perdendo para Dan Henderson na mesma noite. A maior conquista profissional de Newton em sua carreira foi a conquista do Cinturão peso meio-médio do UFC sobre Pat Miletich em maio de 2001. O reinado de Newton foi de curta duração, com derrota em sua primeira defesa do título, em novembro do mesmo ano no UFC 34 contra o wrestler Matt Hughes.

### PRIDE
Em junho de 1998, Newton perdeu uma luta técnica no PRIDE contra Kazushi Sakuraba. Nem o Pride, muito menos Sakuraba eram tão conhecidos até então, mas Sakuraba vs Newton é lembrado até hoje como um clássico do MMA.
As vitórias de Newton desde seu primeiro encontro com Hughes foram poucas, mas notáveis. Newton se recuperou de sua primeira derrota para Hughes com um armlock espetacular ou juji-gatame sobre José "Pelé" Landi-Jons no Pride 19 em fevereiro de 2002. Em outubro de 2003 Newton obteve uma vitória por decisão dividida sobre o estimável Renzo Gracie no Pride Bushido 1.

### K-1 HERO's
Newton se preparou para uma luta de retorno ao K-1 HERO's contra Melvin Manhoef no Coliseu Ariake em 5 de agosto, mas teve de desistir da luta no último minuto devido a uma ruptura no ligamento do joelho. Ele fez uma segunda tentativa de um retorno no K-1 HERO's, desta vez enfrentando Tokimitsu Ishizawa. Newton teve pouco trabalho com o lutador japonês, precisando de apenas quatro socos para conseguir a vitória por TKO em apenas 22 segundos. Em seguida, ele enfrentou Shungo Oyama no HERO's realizado na Coreia em 2007, onde perdeu por submissão devido a socos.

### International Fighting League
Newton suportou as derrotas para Renzo Gracie numa controversa por decisão dividida na final do IFL e para Matt Lindland na IFL Houston. Newton também foi o treinador da equipe Toronto Dragons no IFL na temporada 2006 e até então possuía um cartel de 12-13.

### W-1
Carlos Newton fez o seu regresso tão esperado para o MMA no Warrior-1: Inception, onde ele obteve uma vitória na primeira fase por KO contra Nabil Khatib. Esta foi a primeira luta de Carlos em solo canadense em 13 anos. Ele voltou à ação 10 de outubro de 2009 contra o veterano ex-UFC "Mr. Internacional" Carter Shonie no Warrior-1: High Voltage. A luta era para ser para na categoria peso médio, mas como Newton não quis "bater o peso", foi uma luta que não valia título. Newton bateu Carter por decisão unânime após três rounds.
Em 10 de outubro de 2009, após sua vitória sobre Shonie Carter, ele declarou em uma entrevista de Sherdog que estaria antecipando o seu regresso à luta no exterior, com particular interesse no Japão.

## Realizações
- Jiu-Jitsu
  - Campeão Canadense de Jiu-Jitsu (3 vezes) (incluindo o campeão de peso Open)

- Pankration
  - Campeão Canadense Pankration (2 vezes)

- Fighting Championship
  - Campeão Peso Meio-Médio do UFC (1 vez)
  - UFC 17 Vice-Campeão Peso Médio

## Aposentadoria
Newton revelou em entrevista concedida em junho de 2011 que estava se aposentando como lutador de MMA. A justificativa para a aposentadoria dada por Newton foi com as seguintes palavras: "O esporte (MMA) não é mais tão competitivo quanto costumava ser".
Ao invés de focar na preparação para lutar dentro do octógono, "The Ronin" disse que virou seu foco para a luta pela regulamentação adequada do MMA pelas pessoas que o legitimam, tanto dentro como fora do ringue.
Carlos Newton afirmou: "Estou apenas concentrado em ajudar a melhorar a regulamentação do esporte e eu estou me preparando para me tornar um juiz. Eu acho que nós lutadores, temos muito mais conhecimento e discernimento sobre os meandros do que está acontecendo em uma luta do que alguém que nunca competiu. A arbitragem do MMA precisa de conserto e eu espero poder ajudar a fazer isso".
Tendo competido esporadicamente ao longo dos últimos anos, o canadense de 35 anos, acumulou um recorde de 3-4 em suas últimas sete lutas desde 2006, mas duas dessas derrotas foram em decisões contra veteranos do UFC: Brian Ebersole (decisão unânime) e Renzo Gracie (decisão dividida).
Newton será talvez mais lembrado, no entanto, devido a controversa derrota por nocaute para Matt Hughes no UFC 34 em 2001.
Com um triângulo travado, Hughes levantou Newton e o levou até a grade na frente de seu canto e bateu-lhe na tela, tentando jogar o até então campeão para fora do octógono e ganhar o cinturão. Durante a inspeção do replay da luta, parece que Hughes era, na verdade sufocado e estava inconsciente pelo triângulo e simplesmente caiu, derrubando Carlos Newton no processo. O impacto violento no chão nocauteou Newton e realmente acordou Hughes. Quando o árbitro "Big" John McCarthy tocou em Hughes para informar que ele tinha ganhado a luta, Hughes perguntou o que tinha acontecido.
Embora Hughes tenha negado estar inconsciente, ele pode ser ouvido claramente no vídeo original da luta dizendo a seu córner, Pat Miletich, ao fim do combate "Eu estava fora. Eu estava fora".
De qualquer forma, Carlos Newton diz que a aposentadoria não significa "dar um tempo" para relaxar em uma praia ensolarada.
"Eu ainda estou formação e ensino, e eu tenho a minha empresa de gerenciamento de projetos de construção de negócios, uma joint-venture e alguns outros projetos em que estou trabalhando", explicou. "Eu também estou indo para a escola de arquitetura."
Newton, que se aposenta com um recorde de 16-14 (que é engananoso, considerando o nível de concorrência que enfrentou), diz que as artes marciais e MMA são uma parte dele, não importa se ele está competindo ou não, e que estará sempre em sua vida em alguns forma ou de outra.
"Vou sempre estar envolvido com o esporte", disse Newton. "Definitivamente".

## Cartel no MMA
| Cartel no MMA   |             |             |
| 30 lutas        | 16 vitórias | 14 derrotas |
| Por nocaute     | 2           | 3           |
| Por finalização | 10          | 4           |
| Por decisão     | 4           | 7           |

| Res.    | Cartel | Oponente            | Método                             | Evento                                           | Data       | Round | Tempo | Local                     | Notas                                                                 |
| ------- | ------ | ------------------- | ---------------------------------- | ------------------------------------------------ | ---------- | ----- | ----- | ------------------------- | --------------------------------------------------------------------- |
| Derrota | 16–14  | Brian Ebersole      | Decisão (unânime)                  | Impact FC 1                                      | 10/07/2010 | 3     | 5:00  | Brisbane                  |                                                                       |
| Vitória | 16–13  | Shonie Carter       | Decisão (unânime)                  | Warrior-1: High Voltage                          | 10/10/2009 | 3     | 5:00  | Gatineau, Quebec          | Originalmente pelo Título Meio Médio do W-1; Newton não bateu o peso. |
| Vitória | 15–13  | Nabil Khatib        | Nocaute (socos)                    | Warrior-1: Inception                             | 28/03/2009 | 1     | 3:12  | Gatineau, Quebec          |                                                                       |
| Derrota | 14–13  | Shungo Oyama        | Finalização (golpes)               | Hero's 2007 in Korea                             | 27/10/2007 | 3     | 2:42  | Seul                      |                                                                       |
| Derrota | 14–12  | Matt Lindland       | Finalização (guilhotina)           | IFL – Houston                                    | 02/02/2007 | 2     | 1:43  | Houston, Texas            |                                                                       |
| Derrota | 14–11  | Renzo Gracie        | Decisão (dividida)                 | IFL Championship Final                           | 29/12/2006 | 3     | 4:00  | Uncasville, Connecticut   |                                                                       |
| Vitória | 14–10  | Tokimitsu Ishizawa  | Nocaute Técnico (socos)            | Hero's 7                                         | 09/10/2006 | 1     | 0:22  | Yokohama                  |                                                                       |
| Derrota | 13–10  | Ryo Chonan          | Decisão (unânime)                  | Pride Bushido 5                                  | 14/10/2004 | 2     | 5:00  | Osaka                     |                                                                       |
| Derrota | 13–9   | Daiju Takase        | Decisão (dividida)                 | Pride Bushido 3                                  | 23/05/2004 | 2     | 5:00  | Yokohama                  |                                                                       |
| Derrota | 13–8   | Renato Verissimo    | Decisão (unânime)                  | UFC 46: Supernatural                             | 31/01/2004 | 3     | 5:00  | Las Vegas, Nevada         |                                                                       |
| Vitória | 13–7   | Renzo Gracie        | Decisão (dividida)                 | Pride Bushido 1                                  | 05/10/2003 | 2     | 5:00  | Saitama                   |                                                                       |
| Derrota | 12–7   | Anderson Silva      | Nocaute (joelhada voadora e socos) | Pride 25                                         | 16/03/2003 | 1     | 6:27  | Yokohama                  |                                                                       |
| Vitória | 12–6   | Pete Spratt         | Finalização (kimura)               | UFC 40: Vendetta                                 | 22/11/2002 | 1     | 1:45  | Las Vegas, Nevada         |                                                                       |
| Derrota | 11–6   | Matt Hughes         | Nocaute Técnico (socos)            | UFC 38: Brawl at the Hall                        | 13/07/2002 | 4     | 3:35  | Londres                   | Pelo Cinturão Meio Médio do UFC.                                      |
| Vitória | 11–5   | José Landi-Jons     | Finalização (chave de braço)       | Pride 19                                         | 24/02/2002 | 1     | 7:16  | Saitama                   |                                                                       |
| Derrota | 10–5   | Matt Hughes         | Nocaute (slam)                     | UFC 34: High Voltage                             | 02/11/2001 | 2     | 1:27  | Las Vegas, Nevada         | Perdeu o Cinturão Meio Médio do UFC.                                  |
| Vitória | 10–4   | Pat Miletich        | Finalização (bulldog choke)        | UFC 31: Locked & Loaded                          | 04/05/2001 | 3     | 2:50  | Atlantic City, New Jersey | Ganhou o Cinturão Meio Médio do UFC.                                  |
| Derrota | 9–4    | Dave Menne          | Decisão (unânime)                  | Shidokan Jitsu – Warriors War 1                  | 08/02/2001 | 1     | 10:00 | Kuwait                    |                                                                       |
| Vitória | 9–3    | Johil de Oliveira   | Decisão (unânime)                  | Pride 12                                         | 09/12/2000 | 2     | 10:00 | Saitama                   |                                                                       |
| Vitória | 8–3    | Yuhi Sano           | Finalização (chave de braço)       | Pride 9                                          | 04/06/2000 | 1     | 0:40  | Nagoya                    |                                                                       |
| Vitória | 7–3    | Karl Schmidt        | Finalização (chave de braço)       | WEF 9 – World Class                              | 13/05/2000 | 1     | 1:12  | Evansville, Indiana       |                                                                       |
| Vitória | 6–3    | Daijiro Matsui      | Decisão (unânime)                  | Pride 6                                          | 04/07/1999 | 3     | 5:00  | Yokohama                  |                                                                       |
| Vitória | 5–3    | Kenji Kawaguchi     | Finalização (chave de braço)       | Shooto – 10th Anniversary Event                  | 29/05/1999 | 1     | 5:00  | Yokohama                  |                                                                       |
| Derrota | 4–3    | Kazushi Sakuraba    | Finalização (chave de joelho)      | Pride 3                                          | 24/06/1998 | 2     | 5:19  | Tóquio                    |                                                                       |
| Derrota | 4–2    | Dan Henderson       | Decisão (dividida)                 | UFC 17: Redemption                               | 15/05/1998 | 1     | 15:00 | Mobile, Alabama           | Final do Torneio de Médios do UFC 17.                                 |
| Vitória | 4–1    | Bob Gilstrap        | Finalização (triângulo)            | UFC 17: Redemption                               | 15/05/1998 | 1     | 0:52  | Mobile, Alabama           | Semifinal do Torneio de Médios do UFC 17.                             |
| Vitória | 3–1    | Kazuhiro Kusayanagi | Finalização (chave de braço)       | Shooto – Las Grandes Viajes 2                    | 01/03/1998 | 1     | 2:17  | Tóquio                    |                                                                       |
| Vitória | 2–1    | Haim Gozali         | Finalização (chave de braço)       | Israel Fighting Championship - Israel vs. Canada | 01/01/1998 | 1     | N/A   | Israel                    |                                                                       |
| Vitória | 1–1    | Erik Paulson        | Finalização (chave de braço)       | Vale Tudo Japan 1997                             | 29/11/1997 | 1     | 0:41  | Tóquio                    |                                                                       |
| Derrota | 0–1    | Jean Riviere        | Finalização (cansaço)              | Extreme Fighting 2                               | 26/04/1996 | 1     | 7:22  | Montreal, Quebec          |                                                                       |